# Корветы типа «Бёрд»
Корветы типа «Бёрд» (англ. Bird-class corvettes) — серия из трёх новозеландских корветов, принявших участие во Второй мировой войне. Построены три корабля: «Киви», «Моа» и «Туи». 2 корабля пережили войну и были разобраны в 1960-е годы, «Моа» потоплен японской авиацией 7 апреля 1943 года в гавани Тулаги.

## История создания
2 мая 1939 года правительство Новой Зеландии заказало шотландской фирме «Henry Robb» из Лита три вооружённых траулера для своих военно-морских сил. В мирное время траулеры должны были служить учебными кораблями, а во время войны использоваться как тральщики и эскортные корабли. Всем трём были присвоены названия в честь птиц, обитающих на островах, — «Киви», «Моа» и «Туи», в связи с чем эта небольшая серия иногда обозначается как тип «Бёрд» (англ. Bird — птица).
Прототипом для проекта новозеландских кораблей стал адмиралтейский траулер «Бассет» постройки 1935 года. Новые корабли отличались от прототипа, главным образом, более протяжённым полубаком и котлами, работавшими на жидком топливе вместо более распространенных угольных. Весьма необычный для этого класса кораблей силуэт делал их похожими на корветы типа «Флауэр», отчасти поэтому их самих классифицируют как корветы.
Все три корабля были заложены уже после начала Второй мировой войны, в начале 1940 года, и вошли в строй во второй половине 1941 года один за другим с двухмесячным интервалом. За время постройки стоимость одного корабля выросла с 58 000 до 80 000 фунтов стерлингов.

## Конструкция
Главные размерения корветов типа «Бёрд»:
- стандартное водоизмещение — 600 т, полное — 825 т;
- длина между перпендикулярами — 47,55 м, наибольшая длина — 51,2 м;
- ширина — 9,15 м;
- осадка — 3,96 м.

Корабли оснащались одной паровой машиной тройного расширения производства фирмы «Plenty and Sons» мощностью 1000 л. с., позволявшей кораблям развивать скорость хода до 14 узлов. Пар для паровой машины вырабатывал цилиндрический котёл. Запас топлива — 220 тонн. Экипаж состоял из 35 человек.
Первоначальный состав вооружения:
- 102-мм орудие Mk.IX со щитом, размещавшееся на баке,
- 40-мм автомат «Виккерс» в корме,
- два 7,69-мм пулемета «Виккерс» на мостике,
- 40 глубинных бомб.

Для обнаружения подводных лодок траулеры получили гидролокатор «Асдик».
В конце 1942 года вместо 40-мм автомата был установлен 20-мм автомат «Эрликон», а также перед грот-мачтой на высоком решетчатом пилоне была смонтирована радиолокационная станция типа 271. Позднее установили ещё по два 20-мм автомата побортно у носовой надстройки. В результате модернизации полное водоизмещение достигло 923 т (по некоторым сведениям — даже 1025 т), а экипаж увеличился до 54 человек.

## Служба
1 ноября 1941 года «Моа», построенный первым, вышел из Гринока в составе конвоя, шедшего на Ньюфаундленд. Оттуда он перешёл на Бермудские острова, Ямайку и далее через Панамский канал — в Сан-Диего и Гонолулу. 8 января 1942 года, после нападения японцев на Перл-Харбор, корвет оставил Гавайские острова и взял курс на Новую Зеландию через Папеэте, Таити и Фиджи. 4 февраля на входе в гавань Сува «Моа» задел днищем коралловый риф и повредил антенну «асдика», из-за чего, прибыв в Окленд 11 апреля, встал в док.
30 июля завершивший ремонт «Моа» покинул Новую Зеландию и в течение двух следующих месяцев базировался на Нумеа (остров Новая Каледония). В октябре «Моа» эскортировал транспорт на остров Норфолк, далее зашёл в Окленд для дозаправки, а 27 ноября снова прибыл в Нумеа, где к тому времени уже находились два других однотипных корабля.
Второй корабль серии, «Туи», покинул Англию в марте 1942 года и вместе с ещё четырьмя новозеландскими вооружёнными траулерами типа «Айлс» («Кайллгрей», «Инчкейт», «Санда», «Скарба») вошёл в состав эскорта североатлантического конвоя, с которым перешёл в Канаду. В августе новозеландские корабли прибыли в Окленд.
Третий корабль, «Киви», прибыл в Новую Зеландию в мае 1942 года.
В конце 1942 года из «Киви», «Моа» и «Туи» была сформирована 25-я флотилия тральщиков, флагманом которой стал переоборудованный во вспомогательный тральщик пароход маячной службы «Матаи» (бортовой номер Т372).
9 декабря 1942 года флотилия в полном составе вышла на сопровождение конвоя из Нумеа на Тулаги (Соломоновы острова). В дальнейшем траулеры принимали участие в битве за Гуадалканал.
В ночь со 2 на 3 января 1943 года «Моа» едва не стал жертвой японского флота, когда оказался на пути отряда японских эскадренных миноносцев, доставлявших на остров предметы снабжения. Они прошли так близко, что новозеландские моряки слышали голоса японцев, но те не заметили небольшой корабль на фоне тёмного берега. Наутро новозеландцам удалось подобрать несколько японских контейнеров с продовольствием и боеприпасами.

### Бой с I-1
Вечером 29 января 1943 года «Киви» и «Моа» патрулировали воды у мыса Эсперанс. Стояла ясная тихая погода. В 21:35 гидроакустики «Киви» установили чёткий контакт с подводной лодкой на дистанции 1,5 морских мили. «Киви» вышел в атаку, и тут наблюдатели заметили прямо под ним четкий фосфоресцирующий след крупной подводной лодки. Корвет сбросил в это место шесть глубинных бомб, затем развернулся на другой галс и сбросил ещё шесть бомб.
Атакованная новозеландцами японская подводная лодка I-1 была вынуждена всплыть, так как из-за сотрясений у неё вышли из строя электродвигатели. В ходе завязавшегося боя противники открыли друг по другу огонь из артиллерии и пулемётов. Поскольку I-1 была сильнее вооружена и гораздо крупнее обоих новозеландских кораблей, командир «Киви» лейтенант-коммандер Гордон Бридсон решил сблизиться с лодкой, дабы лишить её части преимуществ в условиях ночного боя и затруднённого маневрирования. Когда подводная лодка повернула направо, «Киви» таранил её в левый борт чуть позади ограждения рубки, затем дал задний ход и нанёс ещё один таранный удар. Орудия и пулемёты «Киви» продолжали обстреливать палубу и лёгкую надстройку японской подводной лодки, а «Моа» вёл огонь осветительными снарядами.
Согласно показаниям японцев, именно в это время погиб находившийся на мостике командир лодки капитан 3 ранга Эиити Сакамото и большинство подводников верхней вахты. Несколько японских офицеров под командованием штурмана лейтенанта Корээда Садаёти выхватили мечи и попытались перепрыгнуть на палубу «Киви», но в тот момент она оказалась приподнята волной, и все японцы оказались раздавленными между корпусами двух кораблей.

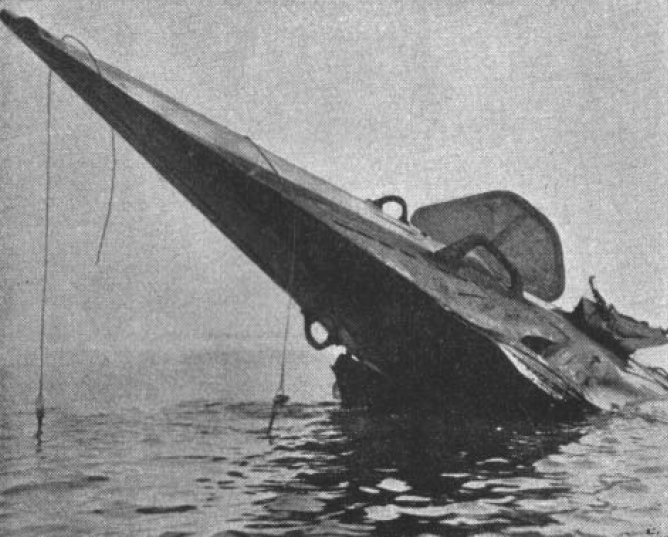
Остов I-1, торчащий из воды

Третий таранный удар заклинил носовые горизонтальные рули I-1, в это же время японская пуля смертельно ранила стоявшего у прожектора старшего матроса Кэмпбелла Бьюкенена (посмертно он был награждён Военно-морским крестом). Оба корабля получили повреждения, но японская субмарина продолжала уходить, имея заметный крен. Теперь в бой включился «Моа». Его артиллеристы открыли беглый огонь по нечёткому силуэту уходящего противника. Преследование продолжалось около двух часов, однако около полуночи I-1 налетела на риф Фиш, находящийся в 300 метрах от побережья острова Камимбо. Экипаж покинул гибнущую лодку, и она затонула на глубине 12-15 метров таким образом, что её носовая оконечность осталась торчать над водой.
В бою погибли 27 японцев, остальные 65 добрались до берега, где присоединились к японскому гарнизону острова. На борту I-1 осталось двое раненых, один из которых погиб в перестрелке следующим утром, когда корветы приблизились, чтобы обследовать полузатонувший остов, а второй — взят в плен. Новозеландцам удалось захватить ряд важных документов, включая шифровальные книги. Командир «Киви» Гордон Бридсон за образцовое поведение в этом бою был награждён британским Крестом «За выдающиеся заслуги» и американским Военно-морским крестом; командир «Моа» лейтенант-коммандер Питер Фиппс (будущий командующий ВМС Новой Зеландии) также удостоился Военно-морского креста.
Получивший серьёзные повреждения форштевня «Киви» закончил кампанию на Гуадалканале и был вынужден отправиться в английский Девонпорт, чтобы встать на ремонт в док. «Моа» и «Туи» действовали в этом районе до апреля, занимаясь главным образом борьбой с минами.

### Бой с десантными баржами
Примерно в 3 часа ночи 31 января «Туи» и «Моа», патрулировавшие у северо-восточного берега Гуадалканала, обнаружили четыре японских десантных баржи, с которых был открыт шквальный огонь из пулемётов и ручного оружия. Японская пуля воспламенила один из картузов с кордитом у носового орудия «Моа», все семь человек его расчёта получили ожоги. Ответным огнём «Моа» вынудил головную баржу прекратить стрельбу и уходить к берегу, а выстрелами из кормового 20-мм автомата потопил баржу, шедшую последней. Еще одну баржу выстрелом из 102-мм орудия потопил «Туи». Две оставшихся баржи отвернули к берегу и скрылись в темноте.

### Высадка офицеров на остров Рассел
17 февраля «Туи» доставил с Гуадалканала на остров Рассел группу офицеров американской 43-й пехотной дивизии, а также морской пехоты и флота. Они обследовали остров и на следующий день вернулись обратно.

### Гибель «Моа»

Остовы японских и союзных кораблей, потопленных в ходе боёв за Гуадалканал. Остов «Моа» находится близ Флоридских островов.

7 апреля 1943 года в гавани Тулаги «Моа» принимал топливо с американской нефтеналивной баржи «Эрскин М. Фелпс», когда наблюдатели с острова Саво сообщили о приближении большой группы японских самолётов. По их оценкам, группа состояла из 64 пикирующих бомбардировщиков «Вэл» с эскортом из 110 истребителей «Зеро». В результате налёта были потоплены танкер «Канауа» (самое крупное судно в гавани и потому стал основным объектом атаки), эскадренный миноносец «Аарон Уорд», и корвет «Моа», поражённый одной или двумя 500-кг бомбами и затонувший в течение четырёх минут. Пять членов экипажа «Моа» погибли, ещё четырнадцать, включая Фиппса, получили ранения. Остов корвета лежит в проливе между островами Тулаги и Флорида на глубине 40 метров, являясь популярным объектом у дайверов.

### Потопление I-17
19 августа 1943 года корвет «Туи», вышедший из Нумеа в составе эскорта конвоя, установил гидроакустический контакт с японской субмариной и сбросил на неё две серии глубинных бомб (по 2 штуки в каждой). Контакт оказался утрачен, и «Туи» вызвал по радио американские самолёты. Они обнаружили на горизонте субмарину, пытавшуюся уйти в надводном положении. С предельной дистанции корвет открыл огонь и добился одного или двух попаданий. После этого самолёты сбросили серию глубинных бомб, после чего японская подводная лодка I-17 затонула в точке с координатами 23°26′ ю. ш. 166°50′ в. д. (юго- восточнее острова Новая Каледония). «Туи» поднял из воды шестерых японских подводников, оставшиеся 97 погибли вместе с подводной лодкой.

### Заключительный этап войны на Тихом океане
После ремонта в Англии на Тихий океан вернулся «Киви». Вместе с однотипным «Туи»
он продолжил участие в длительной кампании на Соломоновых островах. В июне 1945 года новозеландские корабли были выведены из подчинения американскому флоту и в августе прибыли в Окленд. В конце года «Киви» и «Туи» осуществляли контрольное траление в заливе Хаураки, где ещё в 1941 году немецкие вспомогательные крейсера выставили магнитные мины.

### Послевоенная служба
В июне 1946 года «Туи» был выведен в резерв. «Киви» последовал за ним в 1949 году, до того послужив в качестве учебного корабля. Вскоре после начала Корейской войны новозеландский флот направил на театр фрегаты типа «Лох». Для их замены в роли учебных кораблей пришлось вернуть в строй корветы типа «Бёрд».
Прошедший необходимое переоборудование «Киви» с 1951 по 1956 год служил учебным судном для моряков Добровольческого военно-морского резерва. 20 декабря 1956 года его вывели из состава флота и в сентябре 1963 года продали на слом фирме «G. Sparrey» из Окленда.
«Туи» в 1952 году также стал учебным кораблём, а также некоторое время использовался в качестве опытового судна в военно-морской исследовательской лаборатории (NRL). В октябре 1955 года «Туи» встал на переоборудование в океанографическое исследовательское судно, в ходе которого полностью лишился вооружения.
5 марта 1956 года обновленный «Туи» поднял флаг вспомогательного флота и прослужил в этом качестве ещё 14 лет. На его счету несколько океанографических экспедиций, обследование затонувших судов «Холмген» у Тимару в 1959 году и «Каитава» у мыса Реинга в 1966 году.
22 декабря 1967 году бывший вооружённый траулер исключили из состава флота и в декабре 1969 года продали на слом «Тихоокеанской судоразделочной компании» (англ. Pacific Scrap Ltd.). Его имя было передано новому гидрографическому судну.

## Комментарии
1. ↑  Можно также встретить наименование «Корветы типа „Киви“».